# Lånkar
Lånkar eller Lånkesläktet (även stavat Lonke), (Callitriche) är ett släkte av grobladsväxter. Lånkar ingår i familjen grobladsväxter.
Släktet omfattar arter spridda över hela jorden. De är späda, i eller vid vatten levande örter med motsatta, smala, ofta i grenspetsarna rosettvis samlade blad och små, vanligen ensamma i bladvecken sittande, oskaftade, enkönade, nakna blommor. I Sverige förekommer i stillastående eller långsamt flytande vatten eller på fuktig jord fem tämligen allmänna arter; Sommarlånke, Spadlånke, Vårlånke, Bäcklånke och Höstlånke.

## Bildgalleri

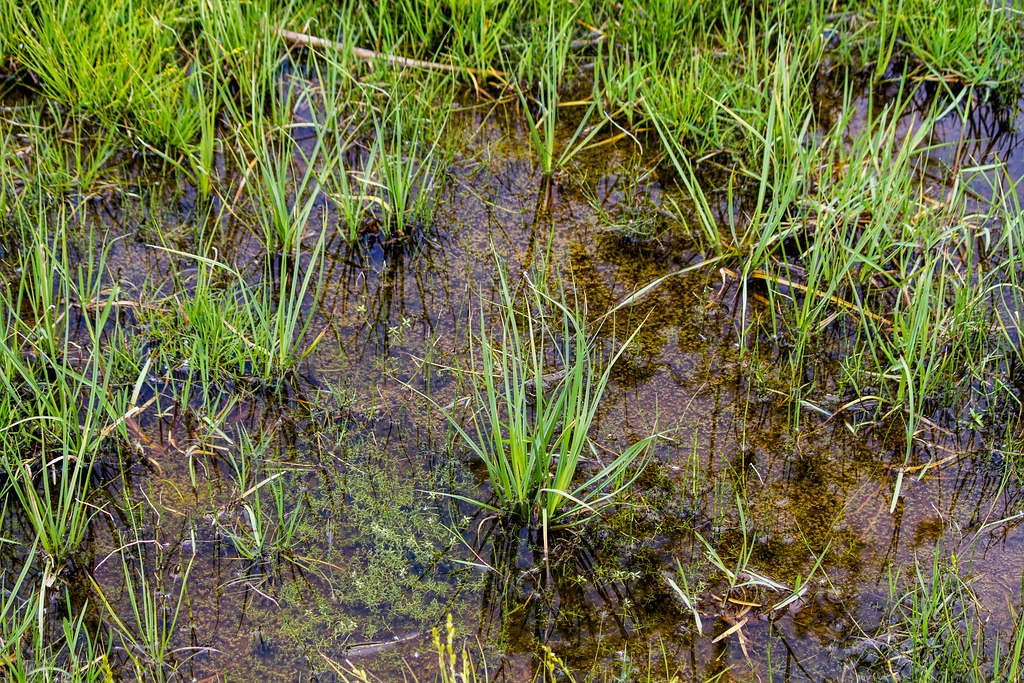
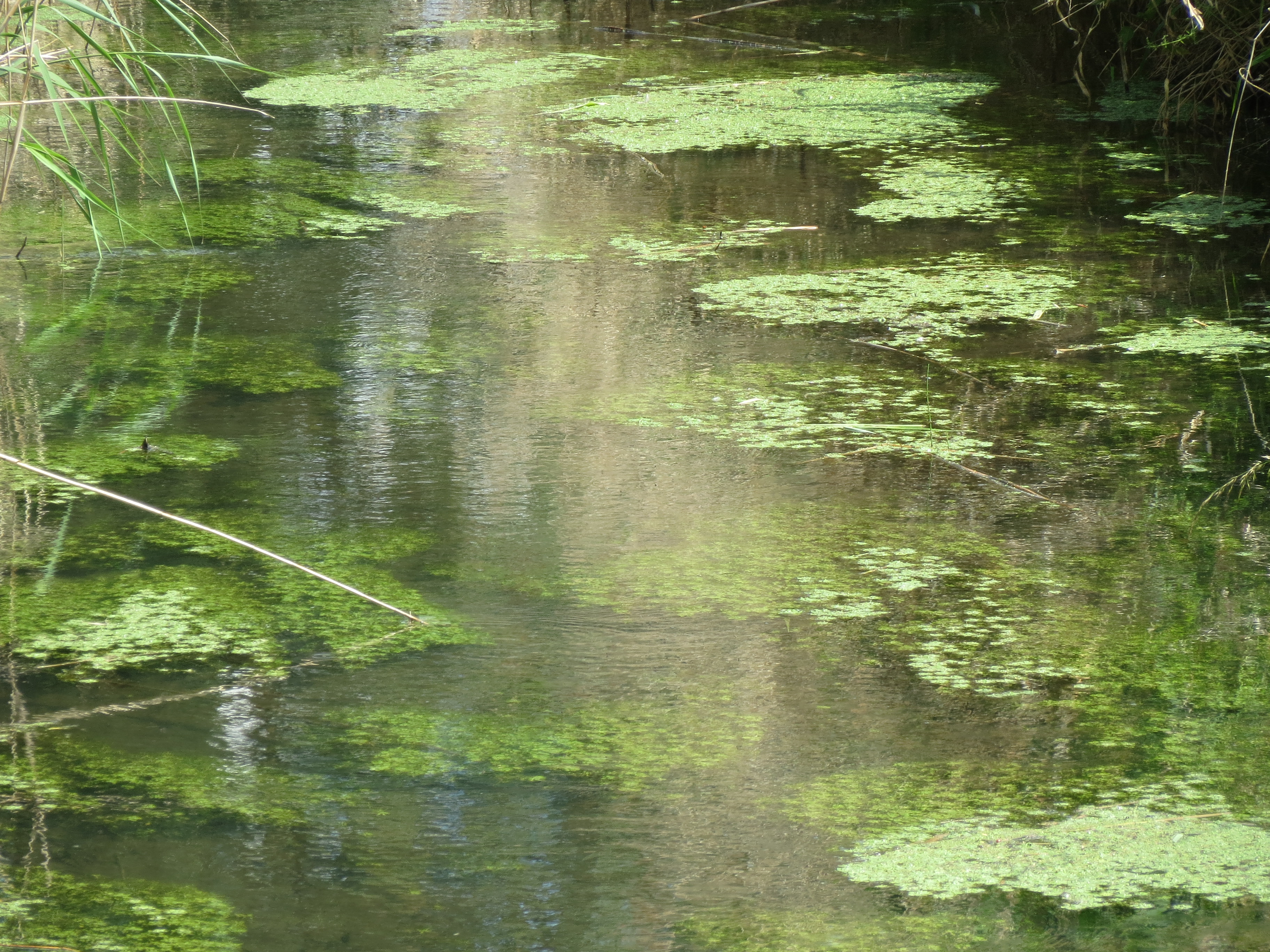
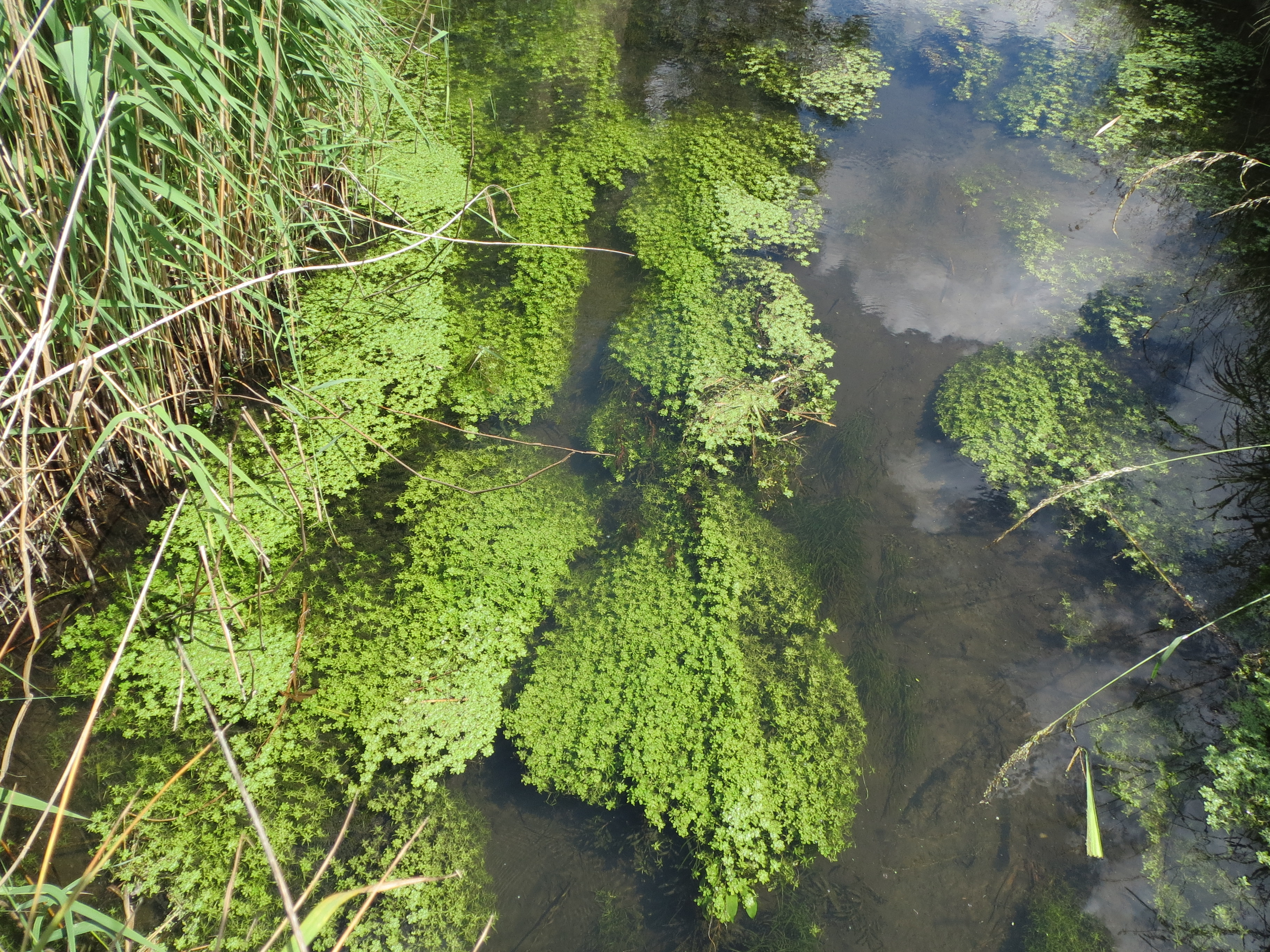
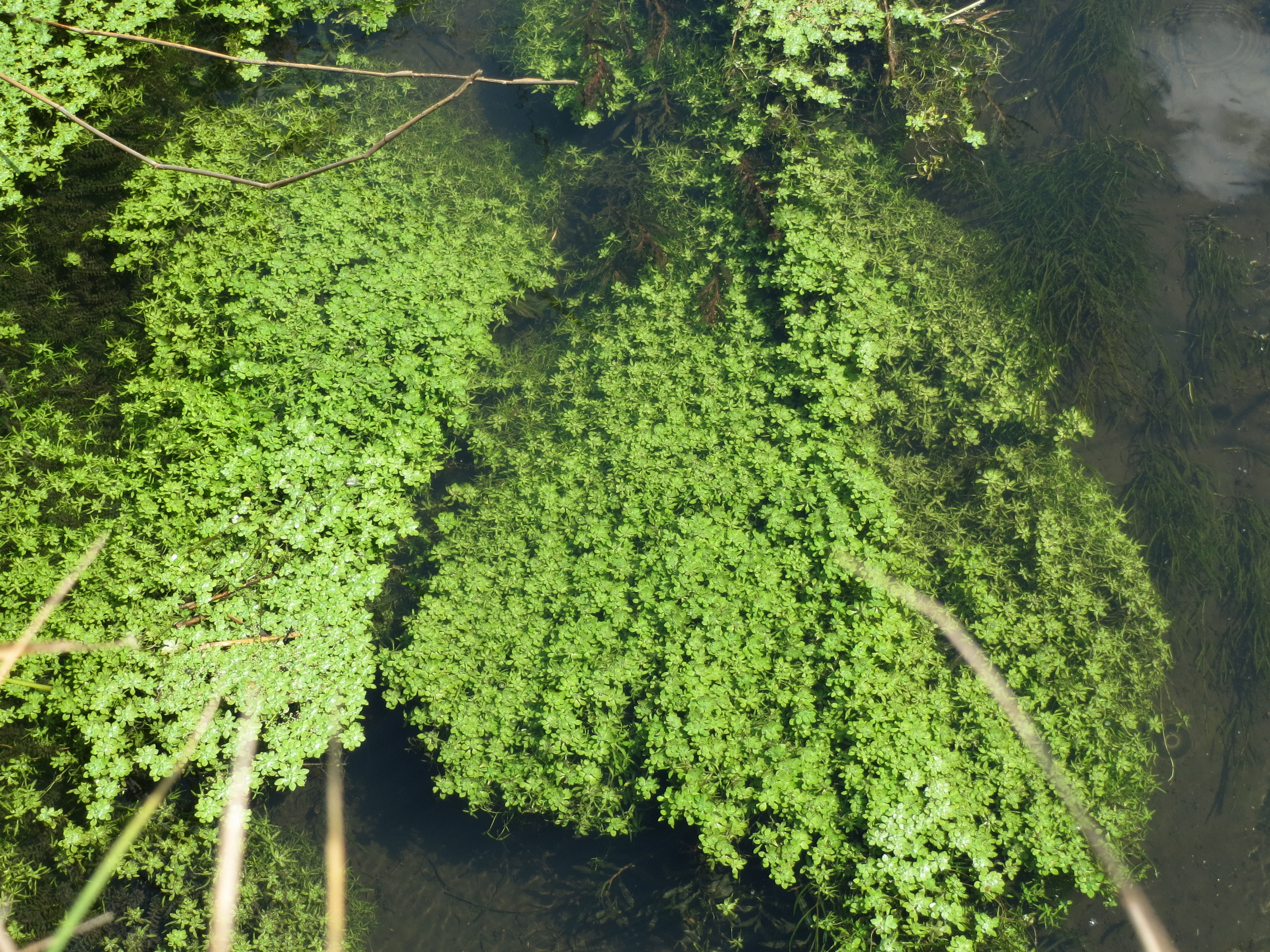
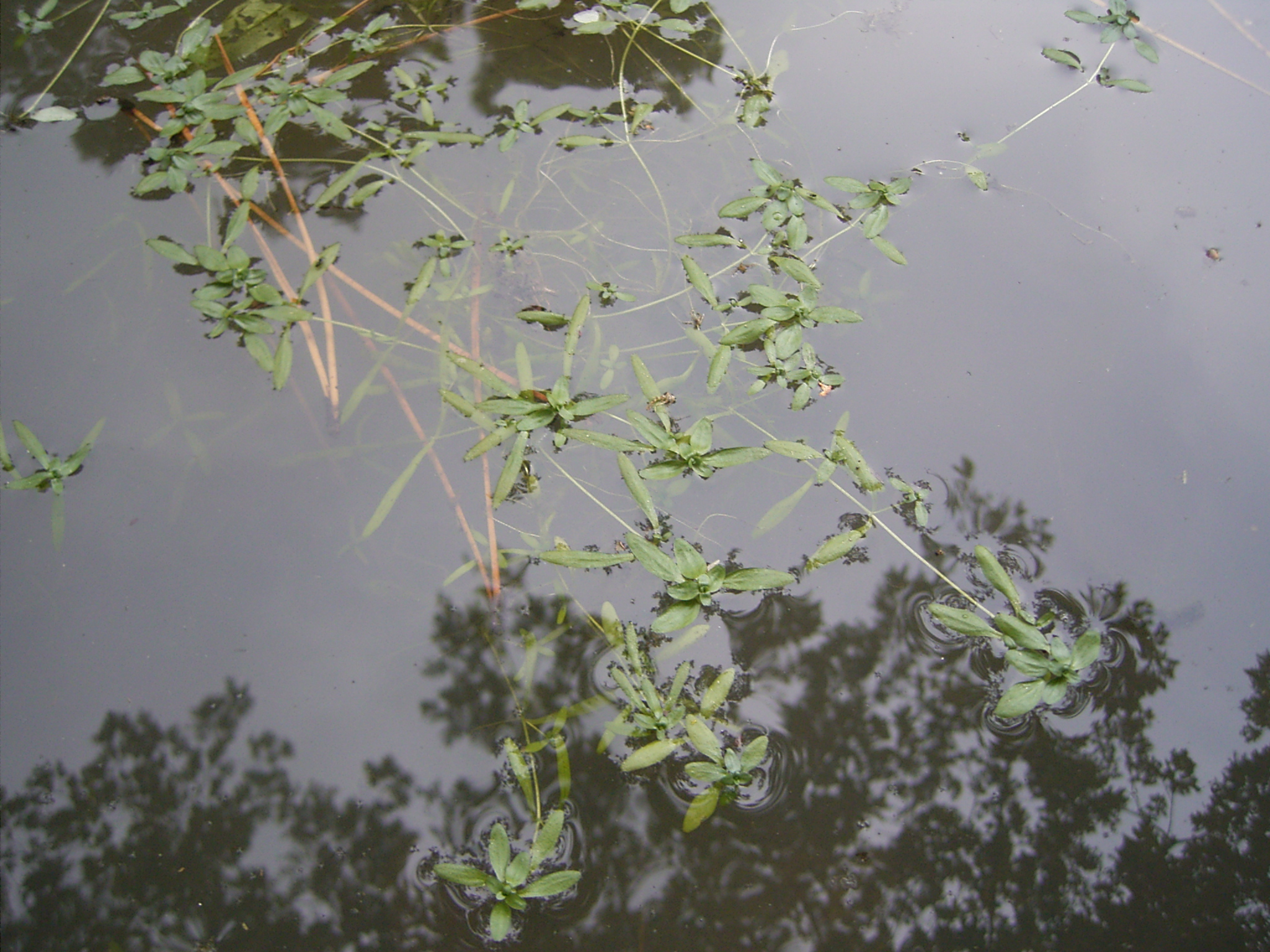
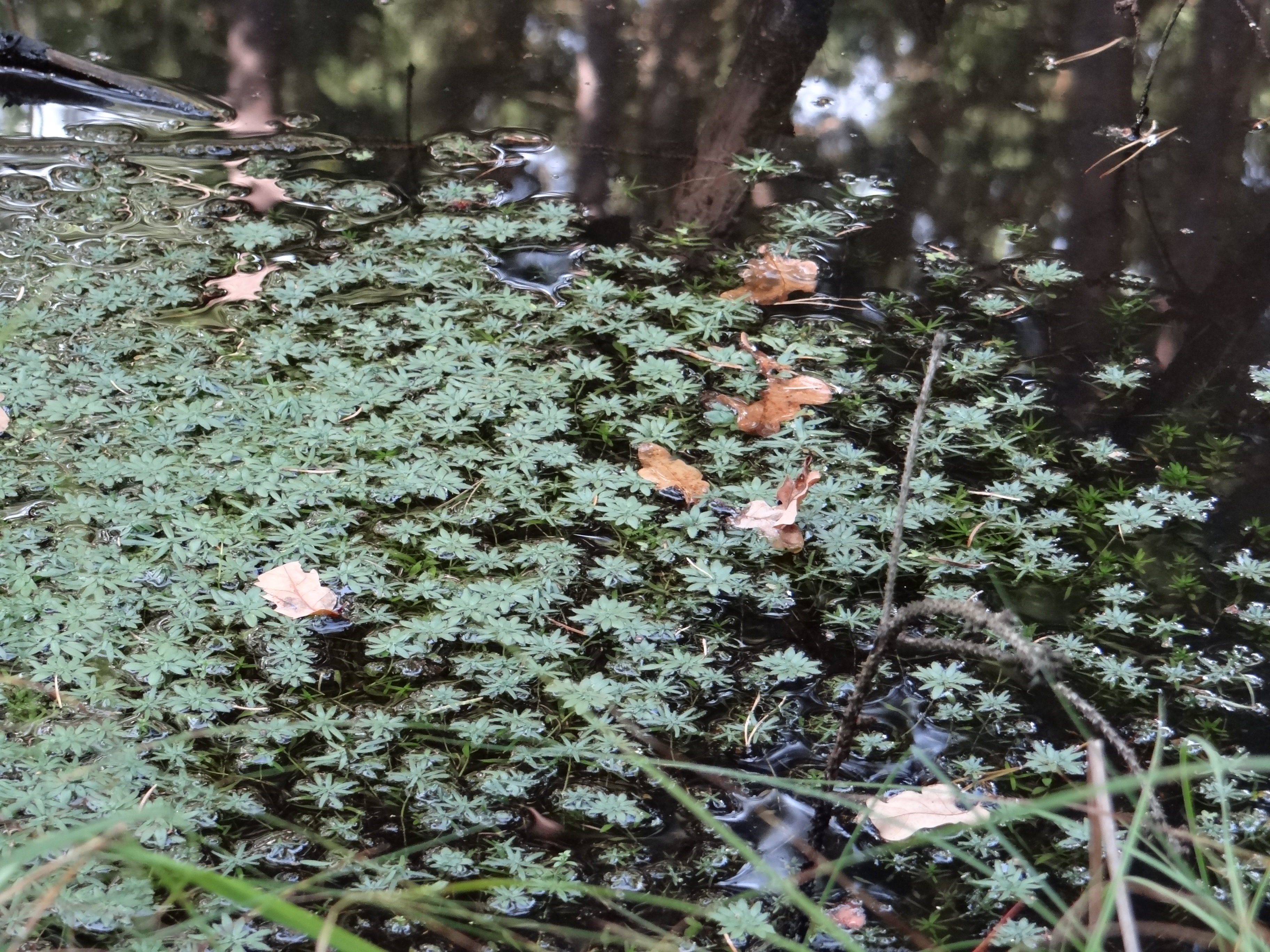

## Dottertaxa till Lånkar, i alfabetisk ordning[1]
- Callitriche alata
- Callitriche albomarginata
- Callitriche anisoptera
- Callitriche antarctica
- Callitriche aucklandica
- Callitriche bolusii
- Callitriche brachycarpa
- Callitriche brevistyla
- Callitriche brutia
- Callitriche christensenii
- Callitriche compressa
- Callitriche cophocarpa
- Callitriche cribrosa
- Callitriche cycloptera
- Callitriche deflexa
- Callitriche fassettii
- Callitriche favargeri
- Callitriche fehmedianii
- Callitriche fuscicarpa
- Callitriche glareosa
- Callitriche hedbergiorum
- Callitriche hermaphroditica
- Callitriche heterophylla
- Callitriche heteropoda
- Callitriche japonica
- Callitriche keniensis
- Callitriche lechleri
- Callitriche lenisulca
- Callitriche longipedunculata
- Callitriche lusitanica
- Callitriche marginata
- Callitriche mathezii
- Callitriche mouterdei
- Callitriche muelleri
- Callitriche nafiolskyi
- Callitriche nubigena
- Callitriche nuttallii
- Callitriche obtusangula
- Callitriche occidentalis
- Callitriche oreophila
- Callitriche palustris
- Callitriche peploides
- Callitriche petriei
- Callitriche platycarpa
- Callitriche pulchra
- Callitriche quindiensis
- Callitriche raveniana
- Callitriche regis-jubae
- Callitriche rimosa
- Callitriche sonderi
- Callitriche stagnalis
- Callitriche stenoptera
- Callitriche terrestris
- Callitriche transvolgensis
- Callitriche trochlearis
- Callitriche truncata
- Callitriche umbonata
- Callitriche vigens
- Callitriche vulcanicola